# حاسي دلاعة
حاسي الدلاعة هي بلدية تابعة إداريا لولاية الأغواط، تبعد عن مقر الولاية بـ 120كم عبر الطريق الوطني شمال-جنوب و 90كم عبر الطريق المختصرة المؤدية لمدينة قصر الحيران، و تبعد عن مقر الدائرة حاسي الرمل بـ 70 كم، تبلغ مساحتها 3955 كم مربع وتعد بذلك أكبر بلديات الولاية من حيث المساحة، يحدها من الشمال بلدية سد رحال التابعة لولاية الجلفة وبلدية قصر الحيران (الأغواط) ومن الناحية الجنوبية بلدية بريان وبلدية القرارة (ولاية غرداية) ومن الشرق بلدية قطارة وبلدية سد رحال (الجلفة) ومن الغرب بلدية بن ناصر بن شهرة وبلدية حاسي الرمل.

## جغرافيا
| ولاية الجلفة | قصر الحيران  | قصر الحيران     |
| ولاية الجلفة | إسم ؟        | بن ناصر بن شهرة |
| ولاية الجلفة | ولاية غرداية | حاسي الرمل      |

## السكان
أغلب سكانها من عرش الحرازلية مع أقليات من قبائل : المخاليف ، رحمان ، الحجاج و أولاد نايل.

## اقتصاد
تعتمد نسبة كبيرة من سكان حاسي الدلاعة على تربية المواشي والتي تفوق المائة ألف رأس من الغنم موزعين على عدد من التجمعات الريفية الرعوية، بالإضافة إلى ما يربيه السكان في المنازل داخل المدينة نفسها.
كما تشتغل نسبة كبيرة من اليد العاملة في المنطقة الصناعية ب حاسي الرمل سواء بصفة دائمة أو مؤقتة إضافة إلى النشاطات التجارية المتنوعة من مجال تجارية تقارب المئة محل ونقل المسافرين والمقاولات الصغيرة والمتوسطة دون أن ننسى القطاع العام.
ما لا يعرفه إلا القليل هو أن بلدية حاسي الدلاعة التي تتربع على مساحة تصل إلى 3955 كلم مربع، كأكبر بلديات الولاية مساحة والتي بدأ العمران فيها سنة 1919 للميلاد. هي أول بلدية في الوطن ظهر بها البترول سنة 1955 عندما اكتشفته الشركة الفرنسية “أس.أف.بي.آ”.